# Vojtech Tkáč
Vojtech Tkáč (* 2. března 1949 Rudňany) je slovenský politik, po sametové revoluci v 90. letech člen HZDS, za kterou byl v roce 1998 ministrem práce, sociálních věcí a rodiny v třetí vládě Vladimíra Mečiara, poslanec Národní rady SR za stranu HZDS, ze které později odešel a předsedal odštěpenecké formaci Ľudová únia. Později působil jako nestraník v klubu strany SMER.

## Biografie
V roce 1972 absolvoval Právnickou fakultu Univerzity Komenského, v roce 1980 získal hodnost kandidáta věd a v roce 1982 se stal docentem v oboru pracovního práva. Od roku 1972 působil na Katedře pracovního práva na Právnické fakultě Univerzity Komenského, později přešel na odbor pracovního práva a sociálního zabezpečení na Právnické fakultě Univerzity Pavla Jozefa Šafárika v Košicích. V letech 1987–1990 byl vedoucím oddělení na Ústřední radě odborů v Praze. Podílel se na práci expertních skupin pro přípravu nové koncepce sociálního pojištění a zákoníku práce.
Po sametové revoluci se dále veřejně a politicky angažoval. Od roku 1990 jako vedoucí legislativního oddělení České a slovenské konfederace odborových svazů. Byl aktivní v Mezinárodní organizaci práce v Ženevě. V letech 1993–1998 působil jako státní tajemník na Ministerstvu práce, sociálních věcí a rodiny Slovenské republiky. Od roku 1994 byl členem HZDS. Za HZDS byl v slovenských parlamentních volbách roku 1994 zvolen do Národní rady SR. V roce 1998 zastával post ministra práce, sociálních věcí a rodiny v třetí vládě Vladimíra Mečiara. Mandát poslance obhájil v parlamentních volbách roku 1998 i parlamentních volbách roku 2002. V roce 2003 vystoupil z HZDS a zakládal novou formaci Ľudová únia, jejímž předsedou pak po jistou dobu byl. Vystoupil z ní v roce 2004. V roce 2005 v parlamentu přestoupil do poslaneckého klubu strany SMER.